# Église Saint-Crépin-et-Saint-Crépinien de Barc
Pour les articles homonymes, voir Saint-Crépin, Crépin et Crépinien.
L'église Saint-Crépin-et-Saint-Crépinien est située à Barc, dans l'Eure. Construite à partir du XIe siècle, elle est partiellement inscrite au titre des monuments historiques,.

## Protection
L'église est inscrite au titre des monuments historiques le 26 décembre 1927,.

## Galerie

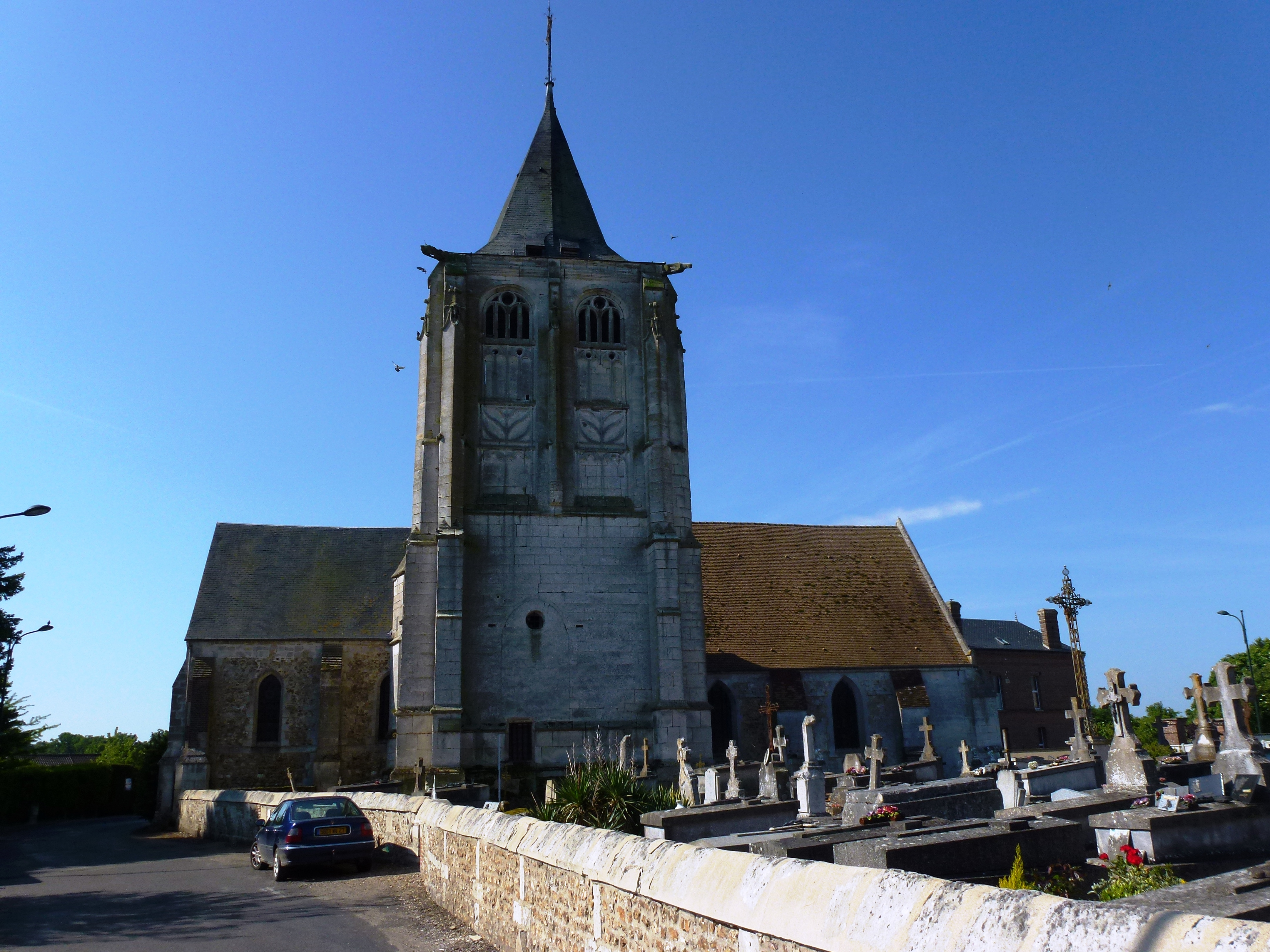
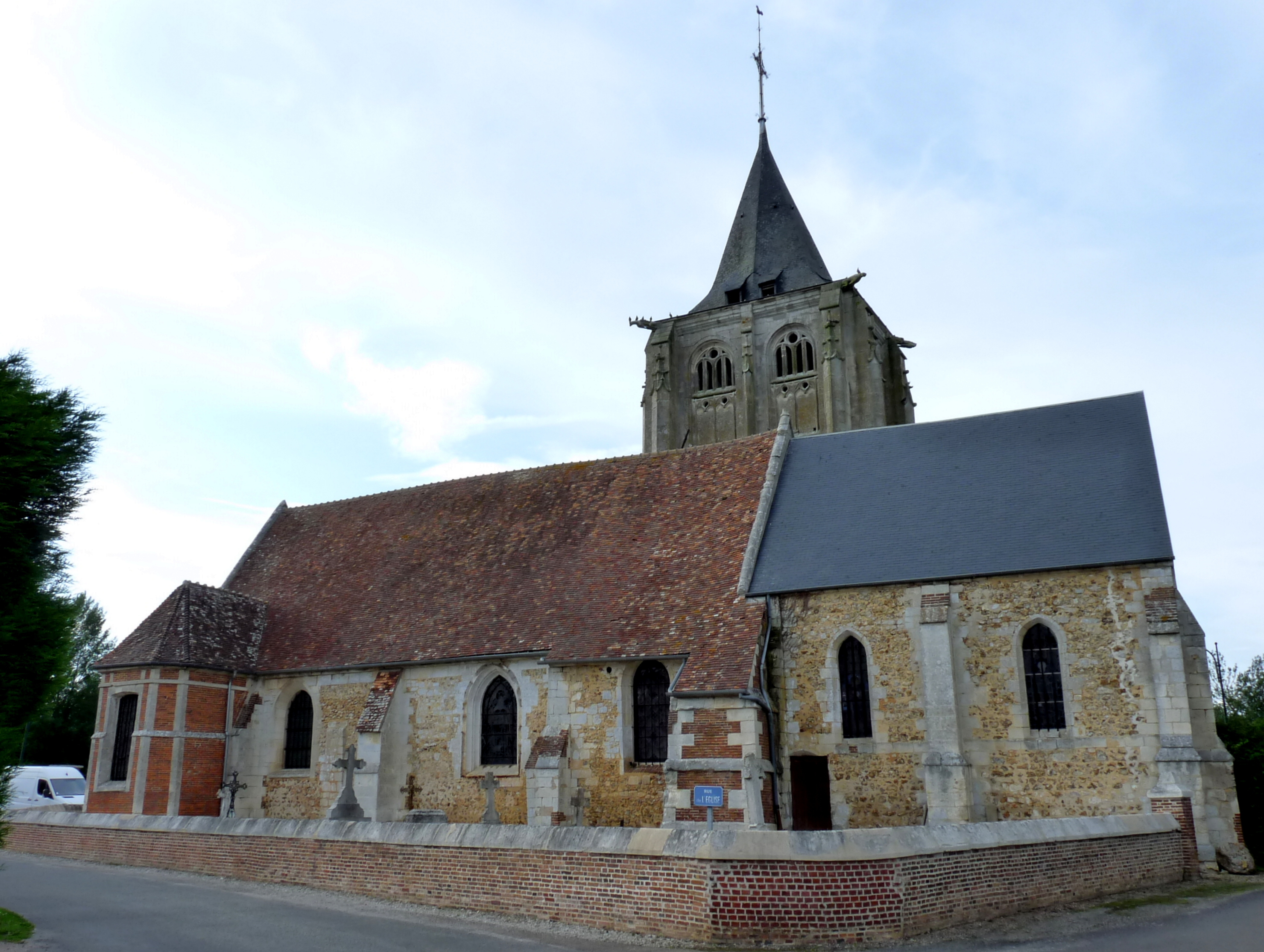